# Sébastien Thinel
Pour les articles homonymes, voir Thinel.
Sébastien Thinel (né le 24 mars 1981 dans la ville de Saint-Jérôme dans la province de Québec au Canada) est un joueur professionnel de hockey sur glace. Il est le frère jumeau de Marc-André également joueur de hockey professionnel.

## Carrière
Il commence sa carrière en 1998 dans la Ligue de hockey junior majeur du Québec avec les Tigres de Victoriaville un an après son frère jumeau. Après quatre saisons il rejoint les Remparts de Québec puis les Voltigeurs de Drummondville au cours de la saison 2001-2002.
En 2002, il fait ses premiers matchs dans l'ECHL avec les Cyclones de Cincinnati mais finalement il joue la quasi-totalité de la saison avec les Jackalopes d'Odessa de la Ligue centrale de hockey. Il est alors aligné aux côtés de Dominic Leveillé et à deux ils comptent 172 points en 2005-2006.
Leveillé et Thinel rejoignent pour une saison les Dragons de Rouen de la Ligue Magnus. Il finit la saison à la cinquième place du classement des Étoiles des Dragons mais les deux joueurs décident finalement de retourner jouer en Amérique du Nord pour les Jackalopes.

## Statistiques de carrière
| Saison     | Équipe                        | Ligue        |     | Saison régulière | Saison régulière | Saison régulière | Saison régulière | Saison régulière |    | Séries éliminatoires | Séries éliminatoires | Séries éliminatoires | Séries éliminatoires | Séries éliminatoires |
| Saison     | Équipe                        | Ligue        | PJ  | B                | A                | Pts              | Pun              | PJ               | B  | A                    | Pts                  | Pun                  |                      |                      |
| 1998-1999  | Tigres de Victoriaville       | LHJMQ        | 60  | 15               | 24               | 39               | 18               | 6                | 2  | 8                    | 10                   | 4                    |                      |                      |
| 1999-2000  | Tigres de Victoriaville       | LHJMQ        | 70  | 34               | 61               | 95               | 94               | 6                | 1  | 5                    | 6                    | 8                    |                      |                      |
| 2000-2001  | Tigres de Victoriaville       | LHJMQ        | 72  | 45               | 73               | 118              | 84               | 13               | 4  | 8                    | 12                   | 6                    |                      |                      |
| 2001-2002  | Remparts de Québec            | LHJMQ        | 40  | 20               | 28               | 48               | 30               | -                | -  | -                    | -                    | -                    |                      |                      |
| 2001-2002  | Voltigeurs de Drummondville   | LHJMQ        | 29  | 23               | 21               | 44               | 22               | 12               | 3  | 12                   | 15                   | 10                   |                      |                      |
| 2002-2003  | Cyclones de Cincinnati        | ECHL         | 2   | 0                | 0                | 0                | 0                | -                | -  | -                    | -                    | -                    |                      |                      |
| 2002-2003  | Jackalopes d'Odessa           | LCH          | 57  | 20               | 27               | 47               | 22               | 5                | 2  | 1                    | 3                    | 4                    |                      |                      |
| 2003-2004  | Jackalopes d'Odessa           | LCH          | 64  | 24               | 43               | 67               | 29               | -                | -  | -                    | -                    | -                    |                      |                      |
| 2004-2005  | Jackalopes d'Odessa           | LCH          | 59  | 22               | 33               | 55               | 63               | -                | -  | -                    | -                    | -                    |                      |                      |
| 2005-2006  | Jackalopes d'Odessa           | LCH          | 64  | 40               | 51               | 91               | 64               | 11               | 3  | 4                    | 7                    | 8                    |                      |                      |
| 2006-2007  | Dragons de Rouen              | Ligue Magnus | 26  | 21               | 34               | 55               | 42               | 6                | 4  | 6                    | 10                   | 12                   |                      |                      |
| 2007-2008  | Jackalopes d'Odessa           | LCH          | 64  | 34               | 49               | 83               | 48               | 7                | 0  | 4                    | 4                    | 11                   |                      |                      |
| 2008-2009  | Jackalopes d'Odessa           | LCH          | 64  | 38               | 59               | 97               | 62               | 12               | 1  | 8                    | 9                    | 13                   |                      |                      |
| 2009-2010  | Jackalopes d'Odessa           | LCH          | 64  | 22               | 75               | 97               | 38               | 13               | 8  | 15                   | 23                   | 6                    |                      |                      |
| 2010-2011  | Jackalopes d'Odessa           | LCH          | 66  | 35               | 75               | 110              | 76               | 9                | 6  | 9                    | 15                   | 8                    |                      |                      |
| 2011-2012  | Mavericks du Missouri         | LCH          | 65  | 23               | 59               | 82               | 53               | 11               | 3  | 12                   | 15                   | 4                    |                      |                      |
| 2012-2013  | Mavericks du Missouri         | LCH          | 66  | 29               | 67               | 96               | 24               | 13               | 2  | 12                   | 14                   | 20                   |                      |                      |
| 2013-2014  | Mavericks du Missouri         | LCH          | 65  | 23               | 71               | 94               | 42               | 5                | 1  | 6                    | 7                    | 0                    |                      |                      |
| 2014-2015  | Mavericks du Missouri         | ECHL         | 69  | 17               | 53               | 70               | 41               | -                | -  | -                    | -                    | -                    |                      |                      |
| 2015-2016  | Brûleurs de loups de Grenoble | Ligue Magnus | 23  | 13               | 12               | 25               | 33               | 5                | 0  | 1                    | 1                    | 8                    |                      |                      |
| 2016-2017  | Fife Flyers                   | EIHL         | 46  | 12               | 31               | 43               | 20               | 2                | 1  | 0                    | 1                    | 6                    |                      |                      |
| 2017-2018  | 3L de Rivière-du-Loup         | LNAH         | 19  | 4                | 8                | 12               | 6                | -                | -  | -                    | -                    | -                    |                      |                      |
| 2018-2019  | Prowlers Senior de Cornwall   | LHSAO        | 6   | 5                | 10               | 15               | 6                | -                | -  | -                    | -                    | -                    |                      |                      |
| Totaux LCH | Totaux LCH                    | Totaux LCH   | 698 | 310              | 609              | 919              | 521              | 86               | 26 | 71                   | 97                   | 74                   |                      |                      |

## Trophées et honneurs personnels
Ligue centrale de hockey
- 2009 et 2013 : nommé joueur le plus utile – MVP
- 2009, 2011 et 2013 : récipiendaire du trophée Joe Burton